# Distretto di Anand
Il distretto di Anand è un distretto del Gujarat, in India, di 1 856 712 abitanti. Il suo capoluogo è Anand.